# ابالاتی
ابالاتی (به لاتین: Abbalathi) یک روستا در هند است که در کارناتاکا واقع شده‌است.